# 北正乡 (元氏县)
北正乡，是中华人民共和国河北省石家庄市元氏县下辖的一个乡镇级行政单位。

## 行政区划
北正乡下辖以下地区：
北正村、杨家寨村、南正村、东台城村、西台城村、鹿台村、窑子庄村、时家庄村和褚家庄村。